# Marine Jan Everard Kwint
Marine Jan Everard Kwint (Bunnik, 3 juli 1891 – 16 februari 1964) was een Nederlands politicus.
Hij werd geboren als zoon van Marinus Aalbertus Kwint (1865-1946; klerk) en Jannetje Hendrika Hardeveld (1867-1954). Hij was werkzaam bij de gemeente Huizen voor hij daar in 1915 benoemd werd tot gemeentesecretaris. In 1922 ging hij als hoofdcommies-redacteur werken bij de gemeente Arnhem. Kwint werd in 1925 benoemd tot burgemeester van Koudekerk aan den Rijn. Begin 1940 volgde zijn benoeming tot burgemeester van de gemeenten Waarder, Barwoutswaarder en Rietveld. In januari 1945 meldde hij zich ziek waarna de NSB-burgemeester van Woerden (P.C. Callenfels) tot aan de bevrijding tevens waarnemend burgemeester van die drie gemeenten werd. Vervolgens was J.H. Luiting Maten daar enkele maanden waarnemend burgemeester in verband met het onderzoek naar het functioneren van Kwint tijdens de bezettingsperiode. Kwint mocht aanblijven en in 1947 werd hij de burgemeester van Leusden en Stoutenburg. Hij ging in 1956 met pensioen en overleed in 1964 op 72-jarige leeftijd.
Zijn voornaam was aanvankelijk 'Evert' maar in 1918 is dat officieel veranderd in 'Marine Jan Everard'.